# Viveros (Albacete)
Viveros es un municipio español situado al sureste de la península ibérica,en la provincia de Albacete, dentro de la comunidad autónoma de Castilla-La Mancha. Asociado a la mancomunidad de Servicios de la Sierra de Alcaraz y Campo de Montiel se encuentra a 77 km de la capital provincial. En 2020 contaba con 329 habitantes, según los datos oficiales del INE.

## Símbolos

Escudo de Viveros.

El escudo heráldico que representa al municipio fue aprobado oficialmente el 8 de agosto de 1962 con el siguiente blasón:

«Partido, primero de oro, cuatro árboles de sinople, siniestrados en primero, segundo y tercero, por otro árbol cada uno disminuido, también en sinople; segundo de gules, la espada de plata, en situación de faja, guarnecida de oro, con una cadena de plata en orla. Timbrado de Corona Real.»
Boletín Oficial del Estado nº 215 de 7 de septiembre de 1962

## Geografía
Viveros está situado en el oeste de la provincia, rodeado por los términos municipales de Alcaraz, El Ballestero, El Bonillo y Robledo, a medio camino de la Sierra de Alcaraz y el Campo de Montiel. Ocupa una extensión de 65,37 km².
La localidad está situada a una altitud elevada, 1012 m s. n. m.. No hay grandes elevaciones del terreno, aunque todo está salpicado de pequeñas colinas y depresiones por las que corre el agua en los inviernos lluviosos.

## Flora y fauna
La vegetación es de clima continental con predominio de tomillo, jara, romero, agracejo, coscoja, iniesta, retama, esparto; en las tierras más fértiles se encuentran robles y carrascas y en las más húmedas, almendros, olmos y álamos. En la fauna destacan de caza como la codorniz, la perdiz, la tórtola, el conejo, la liebre y el jabalí, entre los demás animales hay zorros, gatos, comadrejas, turones, ovejas, y aves como el alcotán, la abubilla, el ánade real, la focha, lechuzas, búhos, mochuelos, gorriones, urracas, cuervos, las avutardas,

## Climatología
Dispone de un clima continental con veranos muy calurosos (llegando hasta los 37 °C) e inviernos muy fríos con temperaturas que frecuentemente bajan de los 0 °C, llegando incluso a los -14 °C bajo cero. Las precipitaciones ocurren principalmente en primavera y otoño en forma de lluvia. En invierno puede llegar a nevar algún día.

## Historia
Están atestiguados los asentamientos desde la época de la Prehistoria (los primeros cuchillos de Albacete se encontraron aquí). Posee varios yacimientos iberos (alguno, desgraciadamente expoliado), restos de una calzada romana en varios puntos y hay testimonios de algún vestigio medieval.

## Demografía
Cuenta con una población de 305 habitantes (INE 2024).
| Gráfica de evolución demográfica de Viveros entre 1842 y 2021                                                         |
| |
| Población de derecho según los censos de población del INE. Población de hecho según los censos de población del INE. |

## Monumentos y lugares
- Iglesia de San Bartolomé: de planta románica. Consta de nave única y presbiterio cuadrado cubierto con cúpula formada por una bóveda vaída y posee un campanario que se encuentra adosado al templo. La iglesia ha sufrido numerosas reformas a lo largo del tiempo. En el interior se encuentran las imágenes de unos 50 cm de los patrones San Bartolomé y la Virgen de las Aguas. La patrona es una bellísima talla de Virgen entronada de fines del siglo XIV. Se conservan varios retablos barrocos, de los que destaca el más grande que tiene un lienzo que reproduce el martirio de San Bartolomé. En el exterior destaca la torre-campanario de aspecto macizo. Una portada, en el lado de la Epístola, de un sobrio y elegante diseño renacentista, arco de medio punto y al centro una hornacina que pudo ser una ventana con frontón y bolas escurialenses, obra de Andrés de Vandelvira.

- El Pilar. Se encuentra en la plaza del mismo nombre y su antigüedad es de más de 200 años; reformada y luego olvidada por algún tiempo ha vuelto a su estado original durante su remodelación de hace unos pocos años.

- Las Salinas de Pinilla: su explotación está documentada desde la época romana. Pertenecieron al Marquesado de Villena, después a los Reyes Católicos y a su hija Juana. Fue una fuente de ingresos muy rentable, como atestigua, entre otras cosas, la casa señorial, con frescos bellísimos, que preside desde la colina la explotación, y que, lamentablemente, dueños y Administración han dejado que se derrumbe. Es considerada microrreserva de la provincia por la Junta de Comunidades de Castilla-La Mancha.

- Ermita de Pinilla, situada a 6 km junto al nacimiento del Guadiana Alto. Es una construcción de estructura mozárabe y con reformas posteriores. Durante mucho tiempo la ermita se encontró saqueada y en ruinas, pero entre 1997 y 1998 se reformó con más buena intención que criterio.

## Fiestas

### San Marcos
Se celebra el 25 de abril y los lugareños se reúnen en el campo a comer el hornazo, en una torta de aceite con un chorizo de orza y un huevo duro.

### Virgen de las Aguas
Una de las más populares y las que más gente de fuera atraen son las de la patrona la Virgen de las Aguas, el día 4 de mayo, en la cual se efectúa una romería en la que se hace una procesión con las imágenes de la Virgen, el Cristo y San Bartolomé, desde la iglesia del pueblo hasta un monumento de la Cruz que se encuentra en una colina a unos 2 km. Esta romería es tradición y su sentido y cometido principal es una plegaria a la Virgen para que llueva. Ya anocheciendo se vuelve al pueblo otra vez de romería.

### San Isidro
Festividad en honor del patrón de los agricultores, de gran tradición en todos los pueblos cuya principal actividad era y aún sigue siendo en menor medida la agricultura. Se lleva en procesión por los terrenos de alrededor la imagen del santo, que se encuentra en la ermita de Pinilla. Posteriormente se va a comer junto al río hasta el anochecer. El día señalado es el 15 de mayo, fiesta de San Isidro.

### Virgen de Pinilla
Se celebraba el 28 de mayo. También se realiza en la ermita de Pinilla mediante una procesión de la imagen de la Virgen. Se recuperó hace poco ya que llevaba más de 40 años sin producirse debido a las disputas que había con los habitantes de El Bonillo, ya que antiguamente Pinilla estaba partida entre los territorios de El Bonillo y de Viveros por lo que ocurrían rencillas por tener el derecho de sacarla en procesión.
Se acordó que la Virgen la sacaran los bonilleros por la puerta norte y se la entregaran a mitad de camino a los vivereños, los cuales la entraban por la puerta sur, pero las disputas no acabaron ya que en el momento de la entrega a los vivereños, muchos bonilleros no estaban de acuerdo con lo tratado y también querían entrarla de nuevo y discutían durante bastante tiempo, incluso miembros de la Guardia Civil de ambos municipios.
Estos hechos dieron lugar en la década de 1960 a que se revisaran los límites de los dos municipios y se dieron cuenta de que la ermita de Pinilla pertenecía a Viveros, ya que aparece atestiguada su propiedad desde el siglo XIX, como puede comprobarse en el Diccionario geográfico-histórico de Pascual Madoz.
La imagen original de la Virgen fue quemada en El Bonillo en tiempos de la Segunda República Española. Después, una devota bonillera pagó y donó una nueva efigie. Cuando la romería cayó en desuso, la imagen donada a la ermita quedó en El Bonillo, alegando estos últimos que era de su propiedad. Con ese mismo espíritu, quedan en El Bonillo cuadros que pertenecían a la ermita y objetos litúrgicos. Algunos de ellos pueden contemplarse en el museo de la localidad. A fin de evitar nuevas disputas y malentendidos, los vecinos de Viveros decidieron encargar una nueva imagen que se realizó por devoción popular. Y se "restauró" la ermita y la fiesta, que tiene lugar el último sábado de mayo.

### San Bartolomé
La otra más popular es el 24 de agosto en honor de San Bartolomé, el patrón. Al tener lugar en verano la afluencia de gente es grande llegando el pueblo de contar con 300 habitantes durante todo el año a doblar, e incluso más, esa cifra hasta llegar a más de 1000. La celebración consta de 3 días, del 23 al 26 de agosto, y en ella tienen lugar desfiles de carrozas, fuegos artificiales, bandas de música, encierros con suelta de vaquillas y verbenas, y el día 24, siempre a las doce del mediodía, la Misa solemne al patrón y posterior procesión con la imagen del santo. Sobre todo las fiestas de Viveros se caracterizan por el reencuentro con los amigos con los que de pequeños se jugaba por sus calles, tienen el encanto del reencuentro entre personas foráneas y sus familias.
Antes de las fiestas oficiales tiene lugar una semana cultural desde el 15 al 22 de agosto en el que se realizan diferentes competiciones deportivas y de juegos de mesa, obras de teatro, conciertos de música y danza manchega. La mayoría de estas celebraciones tienen lugar en la plaza del Pilar o en la de la Iglesia.

## Festividades extintas
San Antón
Se celebraba el 17 de enero en honor de san Antonio Abad. Se realizaba una Misa en la iglesia de San Bartolomé, luego se bendecían a los animales en la plaza de dicha iglesia y se efectuaba la carrera de San Antón, en la cual participaban caballos, mulas y burros. Ahora tiene lugar una matanza popular.
Corpus Christi
Se sacaba en procesión la Custodia bajo palio por todas las calles del pueblo y se le echaban flores en las paradas realizadas en los altares creados para la ocasión.